# 發祥村
發祥村是臺灣南投縣仁愛鄉的一個村，位於該鄉北部北港溪流域，東依翠華村與力行村，西接新生村，南鄰大同村，北與臺中市和平區接壤。該村於1949年自力行村拆分而成立，村內有紅香（紅葉）、慈峰（梅林）、瑞和（塔比倫）與瑞岩（邁西多邦）等聚落。

## 交通動線
- 力行產業道路（投89線，力行一號橋）

## 設施與景點
| 由日治時期的マカナジー社（紅香）所組成。 - 溫泉吊橋 - 南投縣政府警察局仁愛分局紅香派出所 - 南投縣立紅葉國民小學 - 臺灣基督長老教會泰雅爾中會紅香教會 - 真耶穌教會臺灣總會西區辦事處紅香教會 | 原名躑躅岡，由ペルモアン社（大洋）部分居民遷居所組成。 - 南投縣立紅葉國民小學梅林分校（2013年裁撤） - 真耶穌教會臺灣總會西區辦事處慈峰教會 由日治時期的テビルン社（瑞和）與マシトバオン社（瑞岩）兩部落所組成。 - 瑞岩吊橋 - 南投縣政府警察局仁愛分局瑞岩派出所 - 南投縣立發祥國民小學 - 斯巴揚泰雅族發源地 - 臺灣基督長老教會泰雅爾中會柄史布淦（Pinsbkan）教會 |

## 自然景觀
| - 北港溪 - 瑞岩溪（瑞岩溪野生動物重要棲息環境） - 帖比倫溪 - 布布爾溪 - 發祥溪（洋港瀑布） - 合水溪 | - 三錐山 - 白姑南山 - 白狗山 |